# Бока-Чика
Бока-Чика (исп. Boca Chica) — город и муниципалитет в Доминиканской Республике, расположенный в провинции Санто-Доминго.

## География
Муниципалитет Бока-Чика граничит на западе с муниципалитетом Санто-Доминго-Эсте, на севере — с муниципалитетом Сан-Антонио-де-Герра, на северо-востоке и востоке — с провинцией Сан-Педро-де-Макорис и на юге омывается водами Карибского моря. Город расположен в 30 км от центра столицы страны Санто-Доминго. В состав муниципалитета также входит муниципальный район Ла-Калета.

## История
Община Бока-Чика была основана в 1779 году под названием Сан-Хосе-де-лос-Льянос. Первое своё развитие в качестве провинциального центра сахарной промышленности Бока-Чика получила в 1920-е годы при участии временного президента страны Хуана Баутисты Висини Бургоса, который любил здешние девственную природу и пляжи. В 1926 году была построена дорога, связавшая Бока-Чику с Санто-Доминго. В ноябре 1932 года по распоряжению президента Рафаэля Трухильо Бока-Чика была отделена от провинции Сан-Педро-де-Макорис и её муниципалитета Сан-Хосе-де-лос-Льянос и присоединена к Национальному округу. В 2001 году Бока-Чика получила статус муниципалитета.

## Известные уроженцы
- Элвис Лусиано (род. 2000) — доминиканский бейсболист, питчер клуба Главной лиги бейсбола «Торонто Блю Джейс».